# Thanakorn Kamkhoma
Thanakorn Kamkhoma (thailändisch ธนากร ขำโขมะ, * 12. Juli 1982 in Uthai Thani) ist ein ehemaliger thailändischer Fußballspieler.

## Karriere
Thanakorn Kamkhoma stand bis Ende 2009 beim Nakhon Pathom United FC in Nakhon Pathom unter Vertrag. Der Verein spielte in der ersten Liga, der Thai Premier League. Am Ende der Saison stieg der Verein in die zweite Liga ab. Nach dem Abstieg verließ er den Verein und schloss sich dem Chainat Hornbill FC an. Der Verein aus Chainat spielte in der dritten Liga, der damaligen Regional League Division 2. Hier spielte der Verein in der Northern Region. Ende 2010 wurde er mit Chainat Vizemeister und stieg in die zweite Liga auf. Ein Jahr später feierte er mit dem Verein die Vizemeisterschaft der zweiten Liga und den Aufstieg in die erste Liga. Mitte 2013 wechselte er zum Ligakonkurrenten Suphanburi FC nach Suphanburi. Für Suphanburi absolvierte er zwanzig Erstligaspiele. Sein ehemaliger Verein Chainat nahm ihn Mitte 2014 wieder unter Vertrag. Mit Chainat gewann er 2016 den FA Cup. Aufgrund des Todes von König Bhumibol Adulyadej wurde der Wettbewerb 2016 nach dem Viertelfinale abgebrochen und allen vier verbliebenen Teilnehmern (Chainat Hornbill FC, Chonburi FC, Ratchaburi Mitr Phol, Sukhothai FC) der Titel zugesprochen. Für Chainat stand er 31-mal in der ersten Liga auf dem Spielfeld. Ende 2016 musste er mit dem Verein in die zweite Liga absteigen. Ein Jahr später wurde er mit Chainat Meister der Liga und stieg direkt wieder in die erste Liga auf.
Am 1. Dezember 2017 beendete er seine Karriere als Fußballspieler.

## Erfolge
Chainat Hornbill FC
- Regional League Division 2 – North: 2010 (Vizemeister)  ▲
- Thai Premier League Division 1: 2011 (Vizemeister)  ▲
- FA Cup: 2016
- Thai League 2: 2017  ▲